# Gramalote
Gramalote là một khu tự quản thuộc tỉnh Norte de Santander, Colombia. Thủ phủ của khu tự quản Gramalote đóng tại Gramalote Khu tự quản Gramalote có diện tích 145 ki lô mét vuông. Đến thời điểm ngày 28 tháng 5 năm 2005, khu tự quản Gramalote có dân số 6786 người.